# William Ramsay (empresario)
William Ramsay (6 de junio de  1868 - 4 de septiembre de 1914) fue un empresario australiano originario de Escocia que en 1906 desarrollo el betún para calzado marca Kiwi, uno de los productos mundialmente más difundidos en su clase.
Nacido en Glasgow, Ramsay se mudó a Australia a los diez años de edad, afincándose con su familia en Melbourne en junio de 1878. La prosperidad familiar se inició sin embargo al mudarse a Victoria: el padre de Ramsay tenía el oficio de grabador en Escocia, pero en su patria adoptiva se convirtió en un exitoso empresario de bienes raíces.
Luego de completar la escuela, William Ramsay fundó una empresa inmobiliaria con su padre, la «John Ramsay & Son».
Luego de un viaje a Nueva Zelanda, donde contrajo matrimonio con Annie Elizabeth Meek en Oamaru el 2 de junio de 1901, puso a una fábrica en Carlton asociado con Hamilton McKellar, para producir desinfectantes, ceras de lustre, cremas y una variedad de otros productos.
En 1904 los socios mudaron la fábrica a Elizabeth Street en melbourne, donde en 1906 comenzaron a producir betún para calzado con la marca Kiwi. En menos de dos años el producto tuvo total éxito en Australia, y en 1912, luego que McKellar abandonara la empresa, Ramsay fundó  Kiwi Polish Co. en Londres, desde donde comenzó a promoverse la marca en Europa. 
Ramsay falleció de cáncer en 1914 en la casa familiar de Essendon, sobreviviéndole su esposa y dos hijos. El padre de Ramsay falleció diez años después.
Dos hermanos de Ramsay también obtuvieron relevancia: Sir John Ramsay como médico cirujano y Hugh Ramsay como artista.